# 건강 프로그램
건강 프로그램 또는 쇼닥터(show doctor)는 건강을 주제로 하여 다양한 매체를 통해 여러 장르로 구성된 프로그램이다.

## 특징
많은 프로그램에서 건강 및 의학 정보를 다루고 있으나, 의사가 직접 출연하여 과학적으로 검증되지 않은 시술이나 건강기능식품을 홍보하는 간접 광고, 과장 광고, 허위 광고가 문제로 지적되고 있다. 의사, 한의사 및 기타 건강 관련 전문가들이 방송에서 무자격자가 의료행위를 하거나 신분을 속여 관련 규정을 위반하는 사례도 발생하고 있다.
과학적 근거가 부족하거나 잘못된 이론과 주장이 유사과학적 형태로 확산될 경우, 시청자의 혼란을 초래하고 잘못된 건강법의 확산 위험이 커진다. 이에 따라 건강 정보를 접할 때에는 반드시 과학적 근거와 신뢰할 만한 출처를 확인하고, 의료 전문가와 상담하는 것이 매우 중요하다.
라디오, 텔레비전, 매거진 등 다양한 미디어 콘텐츠를 통해 다채로운 건강 지식 정보가 제공되고 있다.

## 법적 대응
이러한 문제를 해결하기 위하여 국회에서는 '쇼닥터 방지법'을 발의하여, 의료인이 방송에서 허위 정보를 제공할 경우 최대 1년간 면허 정지 처분을 받을 수 있도록 하는 법안을 추진하고 있다.

## 주요 사례 및 문제점
- 의사 H 씨는 홈쇼핑 방송에서 크릴오일을 일반 식품으로 소개하면서 과학적 근거 없이 효능을 과장하여 설명하였다. 이에 방송통신심의위원회는 해당 방송에 대하여 ‘권고’ 조치를 내렸으나, 해당 의사에 대해서는 별도의 법적 제재가 가해지지 않았다.

- 한의사는 방송을 통해 물파스가 중풍 예방에 효과가 있다고 주장하여 논란이 되었다. 이와 같은 발언은 의료법 위반으로 지적되었으나, 해당 인물에 대해서는 처벌이 이루어지지 않았다.

## 같이 보기
- 건강다이제스트 (잡지)
- 헬스조선 (잡지)